# Francisco Trujillo Gurría, Comalcalco
Francisco Trujillo Gurría är en ort i Mexiko.   Den ligger i kommunen Comalcalco och delstaten Tabasco, i den sydöstra delen av landet, 600 km öster om huvudstaden Mexico City. Francisco Trujillo Gurría ligger 14 meter över havet och antalet invånare är 715.
Terrängen runt Francisco Trujillo Gurría är mycket platt. Runt Francisco Trujillo Gurría är det ganska tätbefolkat, med 160 invånare per kvadratkilometer. Närmaste större samhälle är Comalcalco, 6,5 km nordväst om Francisco Trujillo Gurría. Trakten runt Francisco Trujillo Gurría består till största delen av jordbruksmark.